# Тръмп Организейшън
„Тръмп Организейшън“ е основната компания на Доналд Тръмп, известен американски строителен предприемач, избран за президент на САЩ през 2016 г. и 2024 г.
Тръмп е генерален директор на компанията. Компанията контролира такива сфери от бизнеса на Тръмп, като недвижими имоти, хотели, голф-клубове и т.н. (с изключение на казината). Тръмп е бил също председател на съвета на директорите на дъщерната фирма Trump Entertainment Resorts до момента, когато той и дъщеря му Иванка не се отказват от длъжността на 14 февруари 2009 г. поради на огромната задлъжнялост на компанията и обявения банкрут.
По-големите деца на Тръмп – Доналд, Иванка и Ерик, са изпълнителни вицепрезиденти в компанията. Главният офис на „Тръмп Организейшън“ се намира в „Тръмп Тауър“ на Манхатън, Ню Йорк.
„Тръмп Организейшън“ е продала редица свои имоти, които продължават да носят името Тръмп, въпреки че Тръмп вече не ги притежава. Например, през февруари 2016 г. организацията е продала дела си в Trump Entertainment Resorts, която е собственик на Trump Taj Mahal, Trump Plaza и казиното Trump Marina в Атлантик Сити, Ню Джърси.

## История
Компанията е основана през 1923 г. от Елизабет Тръмп (бабата на Доналд Тръмп) заедно със сина ѝ, 18-годишния Фред Тръмп (баща на Доналд Тръмп).